# Cartea lui Boba Fett
Cartea lui Boba Fett (în engleză The Book of Boba Fet) este un serial TV american space western creat de Jon Favreau pentru serviciul de streaming Disney+. Face parte din franciza Războiul stelelor și are loc după evenimentele din Întoarcerea lui Jedi (1983). Este un spin-off al serialului The Mandalorian, care îl prezintă pe lordul crimei și vânătorul de recompense Boba Fett din acea serie și din alte produse mass-media Star Wars. 
Temuera Morrison interpretează rolul personajului principal, iar Ming-Na Wen interpretează rolul lui Fennec Shand. Ambii își reiau rolurile din The Mandalorian și din alte produse mass-media Star Wars. Au fost făcute mai multe încercări de a dezvolta un film de sine stătător Războiul Stelelor centrat pe Boba Fett, înainte ca Lucasfilm să facă o prioritate din serialele sale de streaming, cum ar fi The Mandalorian. O potențială serie spin-off a fost anunțată pentru prima dată în noiembrie 2020 și a fost anunțată oficial în decembrie. Filmările au început din în acel moment și au durat până în iunie 2021. A avut premiera la 29 decembrie 2021 și primul sezon are șapte episoade, ultimul va fi transmis la 9 februarie 2022.

## Premisă
Boba Fett și Fennec Shand încearcă să-și facă un nume în lumea interlopă a galaxiei, preluând teritoriul controlat cândva de Jabba Hutt.

## Distribuție și personaje

### În rolurile principale
- Temuera Morrison ca Boba Fett:
Un lord al crimei, fost vânător de recompense și fiul lui Jango Fett.
- Ming-Na Wen ca Fennec Shand: Un mercenar de elită și un asasin în serviciul lui Fett.

### Alte roluri
- Matt Berry ca vocea lui 8D8, un droid de tortură în serviciul lui Fett.
- David Pasquesi ca majordom Twi'lek al lui Mok Shaiz, primarul așezării Mos Espa de pe Tatooine
- Jennifer Beals ca Garsa Fwip, o Twi'lek care conduce o cantină în Mos Espa numită Sanctuarul.

## Episoade
| Nr. | Titlu                                   | Regizat de       | Scris de    | Data lansării     |
| --- | --------------------------------------- | ---------------- | ----------- | ----------------- |
| 1   | „Chapter 1: Stranger in a Strange Land” | Robert Rodriguez | Jon Favreau | 29 decembrie 2021 |
| 2   | „Chapter 2: The Tribes of Tatooine”     | Steph Green      | Jon Favreau | 5 ianuarie 2022   |
| 3   |                                         |                  |             | 12 ianuarie 2022  |
| 4   |                                         |                  |             | 19 ianuarie 2022  |
| 5   |                                         |                  |             | 26 ianuarie 2022  |
| 6   |                                         |                  |             | 2 februarie 2022  |
| 7   |                                         |                  |             | 9 februarie 2022  |